# 臨済宗大徳寺派

大徳寺

臨済宗大徳寺派（りんざいしゅうだいとくじは）は、臨済宗の宗派。大本山は大徳寺。

## 歴史
1315年（正和4年）に宗峰妙超が京都に大徳庵（後の大徳寺）を創建したことに始まる。花園上皇は宗峰に帰依し、1325年（正中2年）に大徳寺を祈願所とする院宣を発している。
1453年（享徳2年）に大徳寺で火災が起こり、応仁の乱による被害で当初の伽藍を焼失したが、後に一休宗純が堺の豪商である尾和宗臨らの協力を得て復興した。

## 主な寺院
- 大徳寺
- 満月寺
- 壱岐国分寺
- 酬恩庵
- 広徳寺